# Municipio de Willow (condado de Crawford)
El municipio de Willow (en inglés: Willow Township) es un municipio ubicado en el condado de Crawford en el estado estadounidense de Iowa. En el año 2010 tenía una población de 135 habitantes y una densidad poblacional de 1,46 personas por km².

## Geografía
El municipio de Willow se encuentra ubicado en las coordenadas 42°0′13″N 95°36′23″O / 42.00361, -95.60639. Según la Oficina del Censo de los Estados Unidos, el municipio tiene una superficie total de 92.47 km², de la cual 92,27 km² corresponden a tierra firme y (0,22 %) 0,2 km² es agua.

## Demografía
Según el censo de 2010, había 135 personas residiendo en el municipio de Willow. La densidad de población era de 1,46 hab./km². De los 135 habitantes, el municipio de Willow estaba compuesto por el 100 % blancos. Del total de la población el 0 % eran hispanos o latinos de cualquier raza.